# Миф о красоте
«Миф о красоте: стереотипы против женщин» (англ. The Beauty Myth: How Images of Beauty Are Used Against Women) — научно-популярная книга американской журналистки и писательницы Наоми Вульф, впервые опубликованная в 1990 году изданиями Chatto & Windus в Великобритании и William Morrow & Co (1991) в США. В 2002 году книга была переиздана компанией HarperPerennial с новым введением. В России впервые был опубликован в 2013 году издательством «Альпина нон-фикшн».
Основная идея книги заключается в том, что по мере того, как социальный вес женщин увеличивался, давление, которое они испытывают в связи с нереалистичными социальными стандартами красоты, усиливается из-за коммерческого влияния на СМИ. Это давление приводит к нездоровому поведению женщин и озабоченности своим внешним видом у представителей обоих полов, а также ставит под угрозу социальное одобрение женщин.

## Основные идеи
Во вступлении к книге Вульф делает резюме общих идей книги:
Идеалы красоты не просто падают с неба, на самом деле они кем-то создаются, причем создаются с вполне определенной целью. Такой целью, как я пыталась объяснить, часто бывают деньги, а точнее — рост прибыли рекламодателей, которые платят деньги средствам массовой информации, а те, в свою очередь, создают нужные идеалы. Я доказывала, что идеал красоты служит также и политическим целям. Чем более прочные позиции занимали женщины в политической жизни, тем сильнее давили на них идеалы красоты, главным образом для того, чтобы отвлечь их внимание и перенаправить их энергию в другое русло, остановив их движение вперед.
Вульф сравнивает женский идеал с средневековой железной девой: всякая женщина, которая не соответствует заведомо недостижимым стандартам красоты, мгновенно подвергается наказанию общества. Вульф критикует индустрии моды и красоты как те, которые особенно эксплуатирует женщин, но также она отмечает, что миф о красоте распространяется и на все остальные сферы общества. Вульф пишет, что у женщин должен быть «выбор делать всё, что мы хотим делать со своим лицом и телом, без наказания со стороны системы, которая использует социальные и экономические механизмы давления на женщин». Вульф утверждает, что женщины страдают от «мифа о красоте» в шести основных сферах: работа, культура, религия, секс, насилие и голод . В конечном итоге Вольф выступает за ослабление нормативных стандартов красоты.
Книга американской писательницы стала бестселлером и вызвала резко полярные отзывы в обществе и СМИ, но получила признание феминисток. Феминистка второй волны Жермен Грир написала, что «Миф о красоте» стала «самым важным феминистским трудом со времён „Женщины-евнуха“», а Глория Стайнем написала: «„Миф о красоте“ — умная, злая, проницательная книга и громкий призыв к свободе. Её должна прочитать каждая женщина». Британский писатель Фэй Уэлдон назвала книгу «обязательным чтением для Новой Женщины» а Бетти Фридан написала в журнале Allure, что «„Миф о красоте“ и спровоцированная им дискуссия могут быть обнадёживающим признаком нового всплеска феминистского сознания».
После публикации «Мифа о красоте» Наоми Вульф стала ведущей представительницей нового феминистского этапа, который позднее получил название феминизм третьей волны.

## Критика
В своей книге «Кто украл феминизм?» (1994) писательница и феминистка Кристина Хофф Соммерс раскритиковала Вульф за утверждение, что в США 150 000 женщин ежегодно умирают от анорексии, написав, что реальная цифра, скорее всего, будет где-то между 100 и 400 в год.
Также в статье 2004 года сравнивается статистика, которую предоставила Наоми Вульф, со статистикой реальных эпидемиологических исследований. В ней делается вывод, что «в среднем цифры страдающих от анорексии следует разделить на восемь, чтобы приблизиться к реальным показателям». Выяснилось, что ежегодно от анорексии умирает около 525 человек, что в 286 раз меньше, чем написала Наоми Вульф.
Профессор гуманитарных наук Университета искусств в Филадельфии Камилла Палья также раскритиковал книгу, заявив, что исторические исследования и анализ Вульф ошибочны.

## Связь с женскими исследованиями
В женских исследованиях учёные утверждают, что миф о красоте — это мощная сила, которая заставляет женщин слишком концентрироваться на своём теле и даёт возможность и мужчинам, и женщинам судить и контролировать женщин с помощью внешнего вида. Согласно этой гипотезе, масс-медиа и социальные сети относятся к числу многих современных платформ, которые транслируют и закрепляют стандарты красоты как для мужчин, так и для женщин. Утверждается, что ежедневное присутствие в информационном поле СМИ и социальных сетей практически исключает возможность отказаться от этих идеалов. И женщины, и мужчины сталкиваются с идеальными телами, которые преподносятся как реальные — с помощью диет и посещения тренажёрного зала. Однако для большинства людей эти стандарты красоты не являются достижимыми или необходимыми по здоровью. Женщины часто придают большее значение потере веса, чем его здоровому поддержанию, и идут на огромные финансовые и физические жертвы для достижения этих целей. Тем не менее, несмотря на то, что идеалы красоты трудно достижимы, неспособность их достичь делает женщин объектами критики и общественного внимания.
Такие недостижимые цели объясняют рост числа пластических операций и нервной анорексии. Анорексия — одно из самых распространённых расстройств пищевого поведения в западных странах, серьёзное психическое расстройство, которое связано с навязчивой идеей о потере веса. От анорексии страдает около 2,5 миллиона человек только в США. Из этого числа более 90 % страдающих анорексией — молодые женщины. Стремительная потеря веса является результатом преднамеренного голодания для достижения более худого вида, и это часто связано сопровождается булимией. Глубокие психологические корни анорексии затрудняют лечение, и часто оно продолжается всю жизнь.
Некоторые феминистки считают, что миф о красоте является частью патриархальной системы, которая усиливает мужское влияние. По словам Наоми Вульф, поскольку женщины всё больше внимания уделяют своей внешности, они отвлекаются от вопросов равных прав и уважения. Та же мысль встречается в книге Симоны де Бовуар «Второй пол», в которой она рассматривает, как общество влияет на девочек-подростков и заставляет вести себя более женственно. По словам Бовуар, для девочек существует целый спектр социальных ожиданий, включая внешний вид. Но, в отличие от таких же ожиданий от мальчиков, ожидания от девочек и женщин мешают им действовать свободно. По мнению Бовуар, женские одежда, макияж, дикция и манеры становятся предметом пристального внимания, а мужские — нет.
Исследования показывают, что женщины стараются соответствовать стандартам красоты, поскольку они замечают связь между их конвенциональностью и положением в обществе. Согласно книге доктора Вивиан Дилер «Лицом к лицу», «большинство женщин соглашаются с мнением, что конвенционально красивая внешность по-прежнему ассоциируется с уважением, законностью и властью». В коммерческой среде приём на работу, оценка и продвижение по службе, основанные на внешности, подталкивают женщин ставить красоту выше своей работы и профессиональных навыков.
С течением времени идеалы красоты для женщин могли кардинально поменяться, отражая общественные взгляды. Женщин со светлой кожей идеализировали и выделяли в привилегированную группу, и этим образом узаконивали несправедливое отношение к чернокожим женщинам. В начале 1900-х годов идеальное женское тело представлялось бледным и с тонкой талией; веснушки, солнечные пятна и / или дефекты кожи становились объектом пристального внимания общественности. В 1920 году считались красивыми женщины с мальчишеским телосложением и небольшим размером груди. В то же время как идеал в форме песочных часов с полной грудью и бедрами и тонкой талией появился в начале 1950-х годов, что привело к всплеску пластических операций и расстройств пищевого поведения. Общество постоянно меняет навязанные женщинам социально сконструированные идеалы красоты.